# أرمان قاسمي
أرمان قاسمي (بالفارسية: آرمان قاسمی) هو لاعب كرة قدم إيراني في مركز الدفاع، ولد في 12 أغسطس 1989 في طهران في إيران. لعب مع نادي بيكان ونادي راه آهن ونادي كهر دورود لرستان ونادي نيروي زميني.